# Ko Lanta
Ko Lanta (Thai: เกาะลันตา) ist eine Doppelinsel im Südwesten der Südregion von Thailand. 
Ko Lanta ist auch der Hauptsitz der Verwaltung des Landkreises (Amphoe) Ko Lanta in der Provinz Krabi.

## Geographie
Ko Lanta liegt am Übergang der Straße von Malakka in die Andamanensee.
Die Doppelinsel teilt sich in „Lanta Yai“ (เกาะลันตาใหญ่, Groß-Lanta, mit einer Ausdehnung von etwa 27 km Länge und 12–15 km Breite) im Süden sowie „Lanta Noi“ (เกาะลันตาน้อย, Klein-Lanta) im Norden, die durch einen etwa einen Kilometer breiten, natürlichen Meerwasserfahrweg getrennt sind (Fährverbindung). Während Lanta Noi nahezu unbewohnt ist, gibt es auf Lanta Yai zahlreiche Orte und eine ausgebaute touristische Infrastruktur. Die beiden Lanta-Inseln sind Teil des „Mu Ko Lanta Nationalparks“ (อุทยานแห่งชาติหมู่เกาะลันตา).

## Demographie
Ko Lanta Yai hat ungefähr 20.000 Einwohner, überwiegend muslimische Fischer. Etwa 4 % der Bevölkerung sind chinesischstämmige Kaufleute, etwa 1 % gehören der Volksgruppe der Moken an, die oft auch als „Seezigeuner“ bezeichnet werden. Neben dem Haupterwerbszweig, der Fischerei, betreiben die Einwohner noch Viehzucht, Reisanbau und bewirtschaften Kokos- und Kautschukplantagen.

## Klima
Die Insel Ko Lanta liegt in der tropischen Klimazone und weist ganzjährig Temperaturen zwischen 23 °C und 35 °C auf. Das Wetter wird hauptsächlich durch zwei Jahreszeiten bestimmt.
Die trockene und heiße Jahreszeit beginnt im Dezember und dauert bis April. Vor allem in den Monaten Februar bis April kann es auf Ko Lanta mit bis zu 35 °C sehr heiß und trocken werden.
Während der Monate Mai bis Anfang Dezember herrscht Regenzeit in der Region, die im September und Oktober ihren Höhepunkt erreicht. Es kommt während der ganzen Monate gehäuft zu starken Regenfällen, und das Wetter ist sehr wechselhaft. Das Meer ist größtenteils sehr unruhig, und oft starker Wind führt zu einem hohen Wellengang entlang der Küste.
Die jährliche Niederschlagsmenge auf Ko Lanta liegt bei 2569 mm. Die Wassertemperaturen des Meeres liegen ganzjährig bei 27–29 °C.

## Erreichbarkeit
Der nächstgelegene Flughafen ist Krabi. Von dort sowie von den Flughäfen Phuket und Trang gibt es Minibuszubringer. Personenfähren fahren (teilweise saisonabhängig) nach Krabi, Ko Phi Phi und über die Trang-Inseln bis Ko Li Pe. Über einen Abzweig der Schnellstraße 4 erreicht man per Autofähre Lanta Noi und über eine Straßenbrücke den Nordteil der Insel. Durch den Neubau der Straßenbrücke wurde eine vormalige Fährverbindung hinfällig.

## Galerie

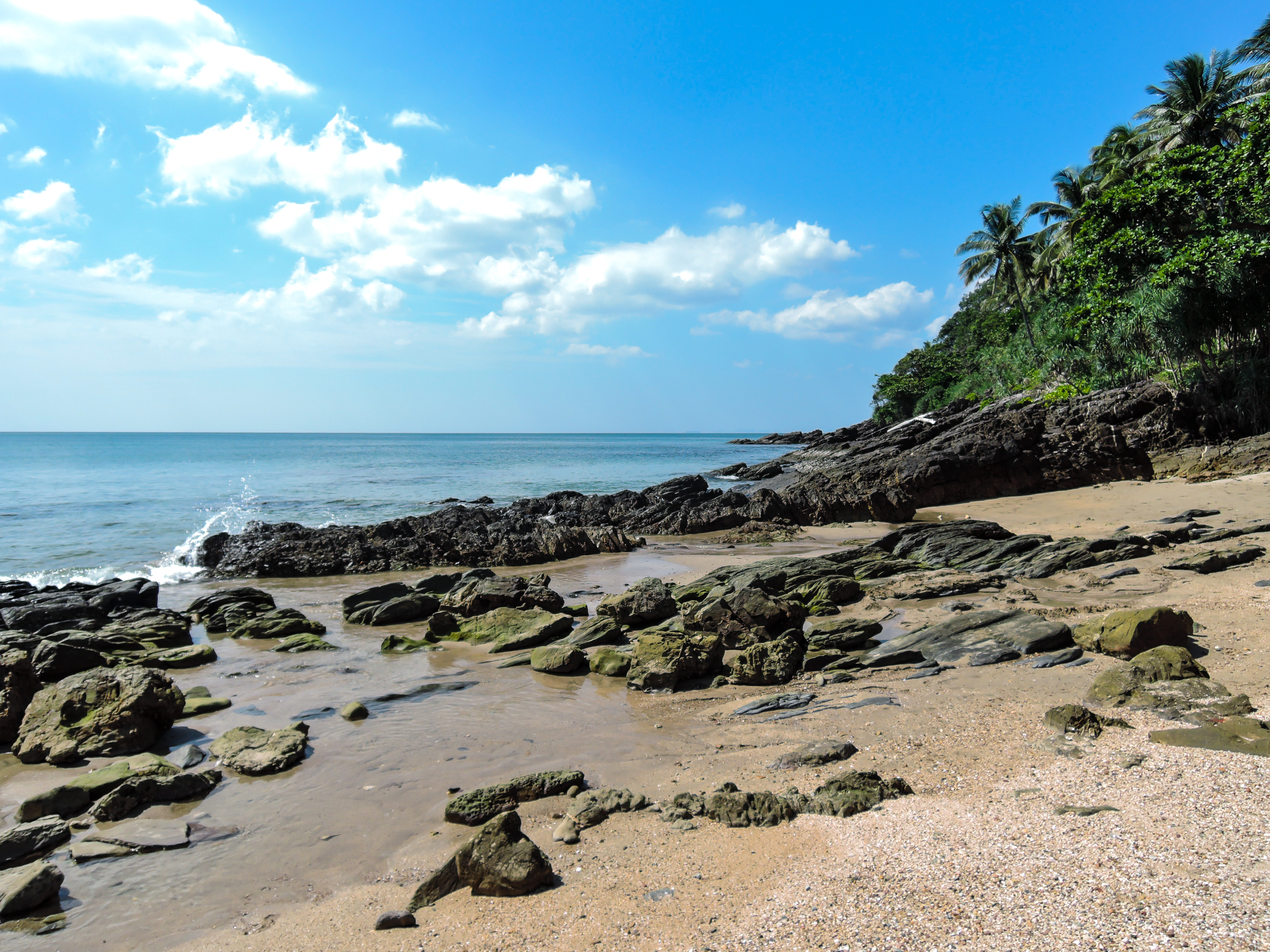
Strand auf Ko Lanta Thailand
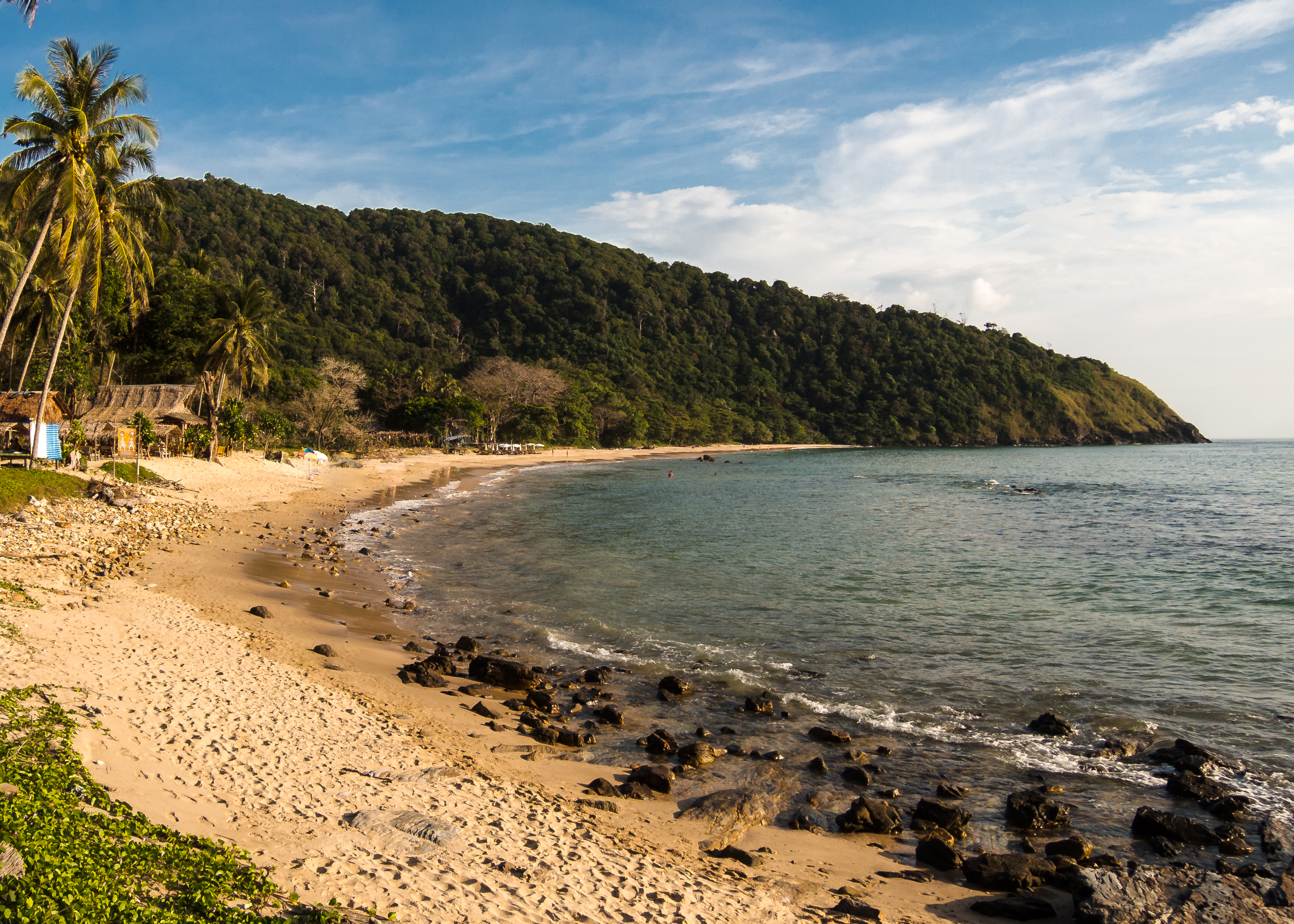
Strand auf Ko Lanta Thailand
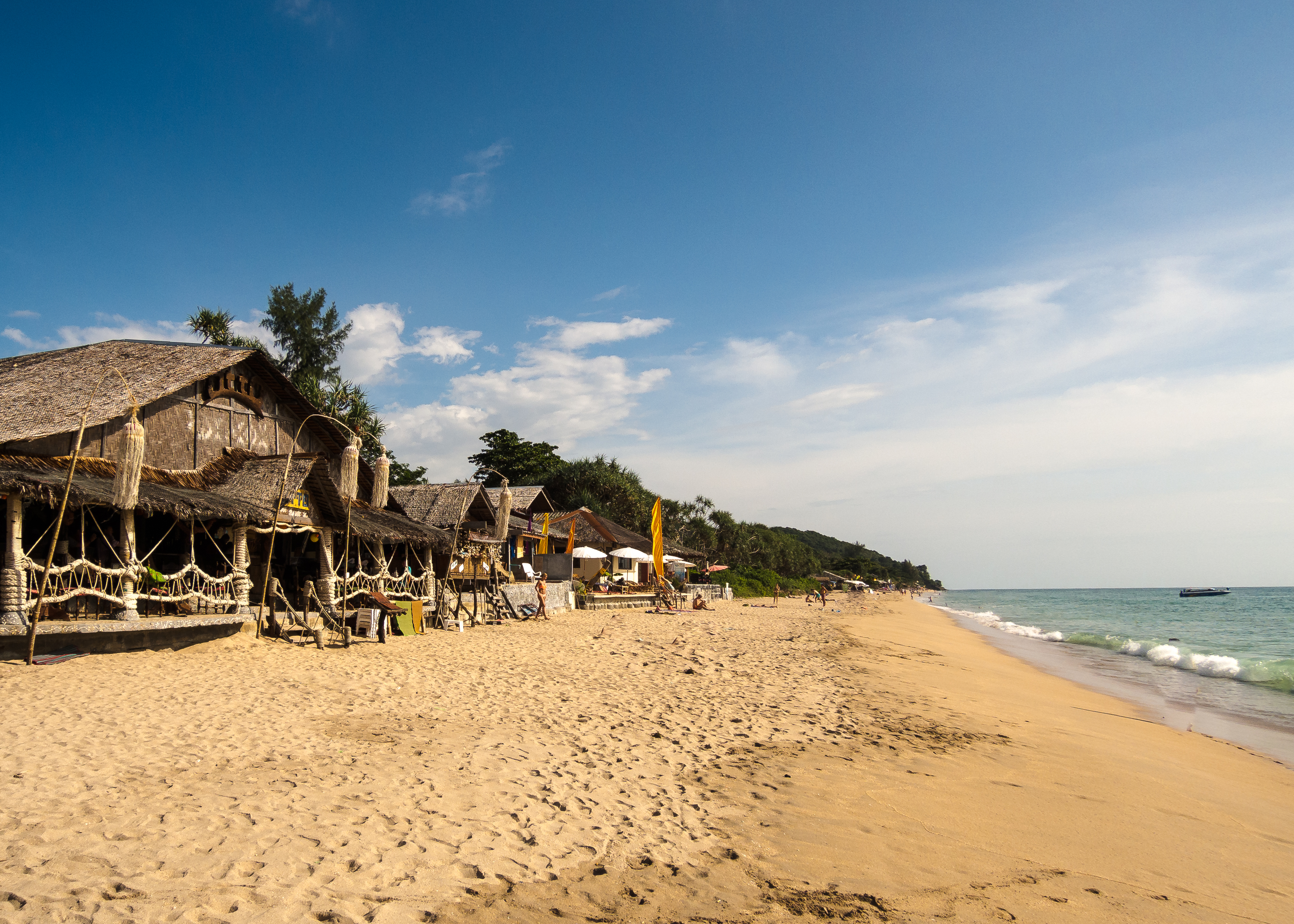
Strand auf Ko Lanta
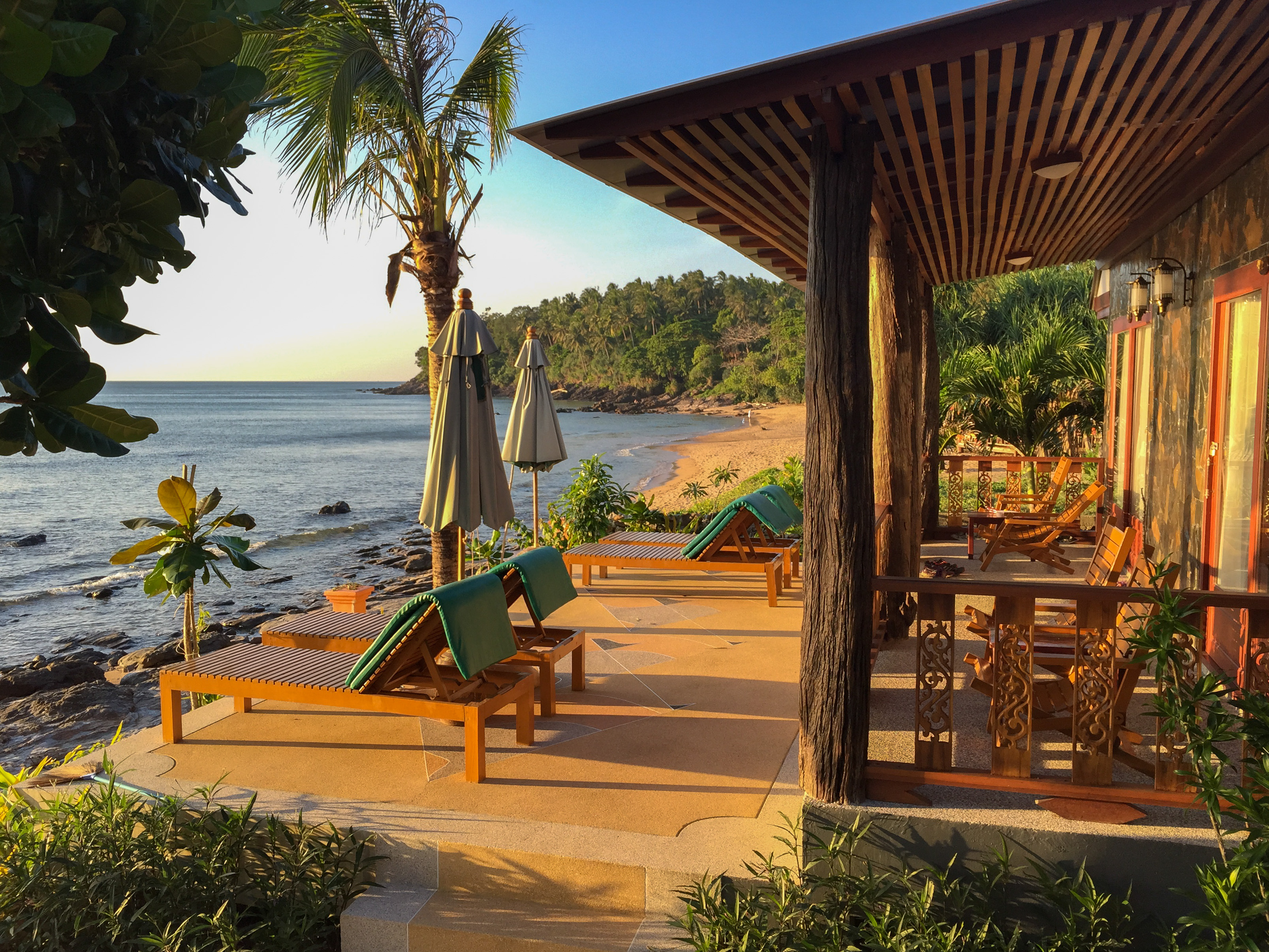
Strandhaus in Ko Lanta